# Mecklenburger Straße 10 (Wismar)
Das Wohnhaus Mecklenburger Straße 10 in Wismar-Altstadt, Mecklenburger Straße direkt am Markt, ist ein Gebäude von 1832.
Das Gebäude steht unter Denkmalschutz.

## Geschichte
Das viergeschossige klassizistische, verputzte, großbürgerliche Haus von 1832 mit einem flachgeneigten Dreiecksgiebel hatte einen Bankettsaal in der Beletage im 1. Obergeschoss sowie reich gestaltete Privaträume im 2. Obergeschoss. Im hofseitigen Seitenflügel waren damals Personal-, Gästezimmer und Wirtschaftsräume. Die repräsentative gewundene Treppen stammt von 1832.
Das Gebäude wurde um 1900 umgebaut und erhielt eine kleinteiligere Raumaufteilung. Frühere Tapeten und dekorative Leimfarbenanstriche wurden entfernt oder übermalt. Von etwa 1900 bis nach 1919 wohnte hier der Kaufmann und Kommerzienrat Julius Löwenthal († 1929).
Das Wohn- und Gewerbehaus wurde um 2012/15 saniert und hat nunmehr mehrere Wohnungen und Büroräume sowie einen Lift.